# 일본 장애인보조견법
일본 장애인보조견법은 장애인이 보조견을 사용하여 자립과 사회 참여를 촉진하기 위해 제정된 일본의 법률이다.  이 법의 제1조에 의하면 장애인 보조견을 훈련하는 사업을하는 자 및 장애인 보조견을 사용하는 장애인 의무 등을 정하는 동시에, 장애인이 국가 등이 관리하는 시설, 대중 교통 등을 이용하는 경우에서 장애인 보조견을 동반 할 수 있도록하기위한 조치를 강구 할 것 등을 규정하고 있다. 장애인 보조견의 육성 및이를 사용하는 장애인 시설 등의 이용 촉진을 도모하고, 가지고 장애인의 자립과 사회 참가의 촉진에 기여하는 것을 이 법은 목적을 선언하고 있다.

## 시행
2002년 10월 1일부터 시행되었다. 다만, 제2장의 규정은 2003년 4월 1일부터 9조의 규정은 같은 해 10월 1일부터 시행되었다.

## 보조견의 정의
장애인 보조견은 맹도견 · 개조견 · 청도견의 종을 말한다 (제 2 조). 부칙 6 조에 따라, "이 법률의 시행 후 3년이 경과 한 경우에 있어서는, 장애인 보조견의 육성 상황, 제 4 장에 규정하는 시설 등의 장애인 보조견을 동반 또는 사용 상황 기타이 법의 시행 상황에 대해 검토가 더해져, 그 결과에 따라 필요한 조치를 강구하는 것 "이라고 되어 있다.

## 구성
4장에서는 시설 등의 장애인 보조견을 동반 등에 대하여 규정되어있다. 7 조에서 11 조까지 시설 등의 의무를 12 조와 13 조에는 장애인 보조견을 동반하는 사람의 의무에 대해 규정한다.
7조는 국가·지방자치단체·독립 행정법인·특수 법인은 관리 시설·사업소·사무소·주거에서 "그 관리 시설을 장애인이 사용하는 경우에 장애인 보조견 (제12조 제1항에 규정하는 표시를 한 것에 한한다이하이항 및 다음 항 및 다음조에서 제10조까지에서 같다)을 동반하는 것을 거부해서는 안된다"것을 지시한다.
- 8조는 대중교통 사업자 【예·철도 사업자, 버스 사업자, 항공사, 선박회사] 등이 "그 관리 여객 시설(노인, 장애인 등의 대중교통을 이용한 이동의 원활화 촉진에 관한 법률 제2조 제4항에 규정하는 여객 시설을 말한다. 이하 같다) 및 여객의 운송을 위해 그 사업용으로 제공 차량 등(차량, 자동차, 선박 및 항공기를 말한다)을 장애인이 사용하는 경우에 장애인 보조견을 동반하는 것을 거부해서는 안된다"것을 지시한다.

- 9 조는 민간 시설에 관한 규정이다. "전 조에 정하는 것 외에, 불특정하고 다수의 사람이 이용하는 시설 【예 · 슈퍼마켓 , 백화점 , 호텔 , 레스토랑 등】을 관리하는자는 당해 시설을 장애인이 사용하는 경우에 장애인 보조견을 동반하는 것을 거부해서는 안된다 "고 정한다. 이 조항에 한해서는, 부칙 1 조에 따라 2003년 10월 1일에 시행되었다.

- 10 조는 " 사업주 (국가 등을 제외한다)는 그 사업소 또는 사무소에 근무하는 장애인이 해당 사업소 또는 사무소에서 장애인 보조견을 사용하는 것을 마다하지 않는 노력 있어야한다 "를 규정한다.

- 11 조는 "주택을 관리하는 자 (국가 등을 제외한다)는 관리하는 주택에 거주하는 장애인이 당해 주택에서 장애인 보조견을 사용하는 것을 마다하지 않도록 노력해야한다 "수를 정한다.

- 12 조는 "이 장에 규정하는 시설 등 (주택을 제외한다)의 이용 등을 할 경우에 장애인 보조견을 동반하거나 사용하는 장애인은 후생 노동 성령에서 정하는 바에 따라 그 장애인 보조견에 그 사람을 위해 훈련 된 장애인 보조견 인 취지를 명확히하기 위해 표시를해야 "않고, 또한"이 장에 규정하는 시설 등의 이용 등을 할 경우에 장애인 보조견을 동반하거나 사용하는 장애인은 그 장애인 보조견이 공중 위생상의 위해를 야기시킬 수 없다는 취지를 명확히하기 위해 필요한 후생 노동 성령에서 정하는 서류를 소지하고 관계자의 청구가있을 때는이를 제시해야한다 "것을 지시한다.

- 13 조는 "이 장에 규정하는 시설 등의 이용 등을 할 경우에 장애인 보조견을 동반하거나 사용하는 장애인은 그 장애인 보조견이 타인에게 피해를 줄 수内用 그 행동을 충분히 관리해야한다 "것을 지시한다.

## 일부 개정
2007년 12월에 장애인 보조견 법의 일부 개정이 이루어졌다.

## 상담 창구 설치
도도부현·정령·중핵시는 보조견사용자 또는 로타리안 시설 관리자 등으로부터 불만이나 상담 신청을받은 때에는 필요한 조언, 지도 등을 실시하는 것 외에 관계 행정 기관의 소개를 한다. (2008년 4월 1일 시행)

## 사업소 또는 사무소에서 장애인 보조견의 사용 의무화
일정 규모 이상의 민간 기업 근무하는 장애인이 안내견을 사용하는 것을 거부해서는 안된다. 그러나 보조견 사용하여 사업 수행에 현저한 지장을 미칠 우려가있는 경우 나 기타 부득이한 사유가있는 경우는 예외로한다. (2008년 10월 1일 시행)

## 시행 후의 상황과 문제
보조견의 취급은 다양한 문제있다. 2008년 11월 효고현 이 실시한 신체 장애인을 대상으로 한 직원 채용 시험에서 여성 응시자의 한 사람이 개조 견 센터에서 응시를 희망 한 반면, "개 알레르기 의 응시자 배려 한 "등의 이유로 동반을 거부 한 사례
2010년 7월에 버스 운전사가 안내견을 동반 한 여성의 승차를 거부 한 사례 등 보조개와 받아 단체와 문제의 보도가 되어있다.

## 보조견 다른 생산 두수
- 맹도견 : 1,067 마리
- 개조 견 : 62 마리
- 청도 견 19 마리
- 총 1,139 마리

http://www.mhlw.go.jp/topics/bukyoku/syakai/hojyoken/html/b04.html

## 참조
1. ↑  兵庫県が身障者の介助犬同伴拒否 11月の採用試験で 보관됨 2009-04-03 - 웨이백 머신 Kyodo News 2008년 12월 12일
2. ↑  バス運転手　不適切発言「盲導犬を乗せるのは嫌だ」 スポーツニッポン 2010年7月1日閲覧

## 참고 문헌
- 김동훈, 동물법 이야기, 펫러브, 2013. ISBN 9788996527121